# Spondyliosoma
Spondyliosoma – rodzaj morskich ryb z rodziny prażmowatych (Sparidae).

## Klasyfikacja
Gatunki zaliczane do tego rodzaju:
- Spondyliosoma cantharus – kantar[3]
- Spondyliosoma emarginatum